# Moschea di Aslan Pascià
La moschea di Aslan Pascià (in greco τζαμί Ασλάν πασά?) è una moschea costruita dagli ottomani a Giannina (Grecia) nel 1618. L'edificio sorse all'interno del Castello di Giannina sui resti di una chiesa titolata a San Giovanni. A partire dal 1933 la moschea ha dismesso le sue funzioni religiose ed è la sede del Museo Etnografico Municipale di Giannina.